# 정탁 (후한)
정탁(鄭度, ? ~ ?)은 중국 후한 말의 정치가로, 익주(益州) 광한군(廣漢郡) 면죽현(綿竹縣) 사람이다.

## 생애
212년 유비가 양회(楊懷)와 고패(高沛)를 죽이고 익주를 공격하자, 213년 정탁은 유비군이 본거지에서 멀리 떠나왔고 군사물자가 별로 없는 것을 이용해 파서(巴西)와 자동(梓潼)의 백성들을 옮기고 성 바깥의 곡식을 불태운 다음 농성할 것을 제안하였다. 그러나 유장은 백성들을 괴롭게 한다는 이유로 정탁의 제안을 받아들이지 않았다.